# Nakskov
Nakskov è un centro abitato danese situato nella regione della Selandia. La cittadina è il centro più popoloso del comune di Lolland.
È situata sulla costa occidentale dell'isola di Lolland all'interno del fiordo omonimo e in corrispondenza di uno stretto canale che collega la baia alla parte più interna del fiordo.